# Richard Dürr
Pour les articles homonymes, voir Durr.
Richard Dürr est un joueur puis entraîneur de football suisse né le 1er décembre 1938 à Saint-Gall et mort le 30 mai 2014 à Lausanne.

## Biographie

### En club
Richard Dürr naît le 1er décembre 1938 à Saint-Gall. Formé au SC Brühl Saint-Gall, il commence sa carrière en première division avec le BSC Young Boys, club avec lequel il est notamment champion de Suisse en 1960. Il joue ensuite pendant 10 ans au FC Lausanne-Sports, remportant la Coupe de Suisse en 1962 et en 1964 et devenant champion suisse en 1965. Il atteint également le quart de finale de la Coupe d'Europe des vainqueurs de coupe 1965, qu'il perd contre West Ham. 
Joueur emblématique de ce club, il devient très populaire auprès du public lausannois pour son aisance technique et sa jovialité. Dürr termine sa carrière en ligue A avec Neuchâtel Xamax.

### En sélection
Il joue 29 matchs et marque un but avec l'équipe nationale, participant aux Coupes du monde de 1962 au Chili et de 1966 en Angleterre. 

### Après le football
En 1965, il fonde un bar qu'il tiendra pendant presque cinquante ans. Dürr passe plus de vingt ans avec le Stade Lausanne comme joueur puis entraîneur et président. Il meurt le 30 mai 2014 à Lausanne à l'âge de 75 ans des suites d'un cancer,,.